# Centrala divisionen

Karta över Fiji med Centrala divisionen markerad.

Centrala divisionen är en av Fijis fyra divisioner. Den består av provinserna Naitasiri, Namosi, Rewa, Serua och Tailevu. Divisionens huvudstad är Suva, som även är huvudstad i landet. Divisionen inkluderar östra delen av Fijis största ö, Viti Levu, samt ett fåtal uteliggande öar, inklusive Beqa. Den har en gräns med Västra divisionen, och sjögränser med Norra divisionen och Östra divisionen.